# Пяденица папоротниковая
Пяденица папоротниковая, или пяденица орляковая, (Petrophora chlorosata = Lithina chlorosata) — вид бабочек из семейства Пяденицы.

## Описание

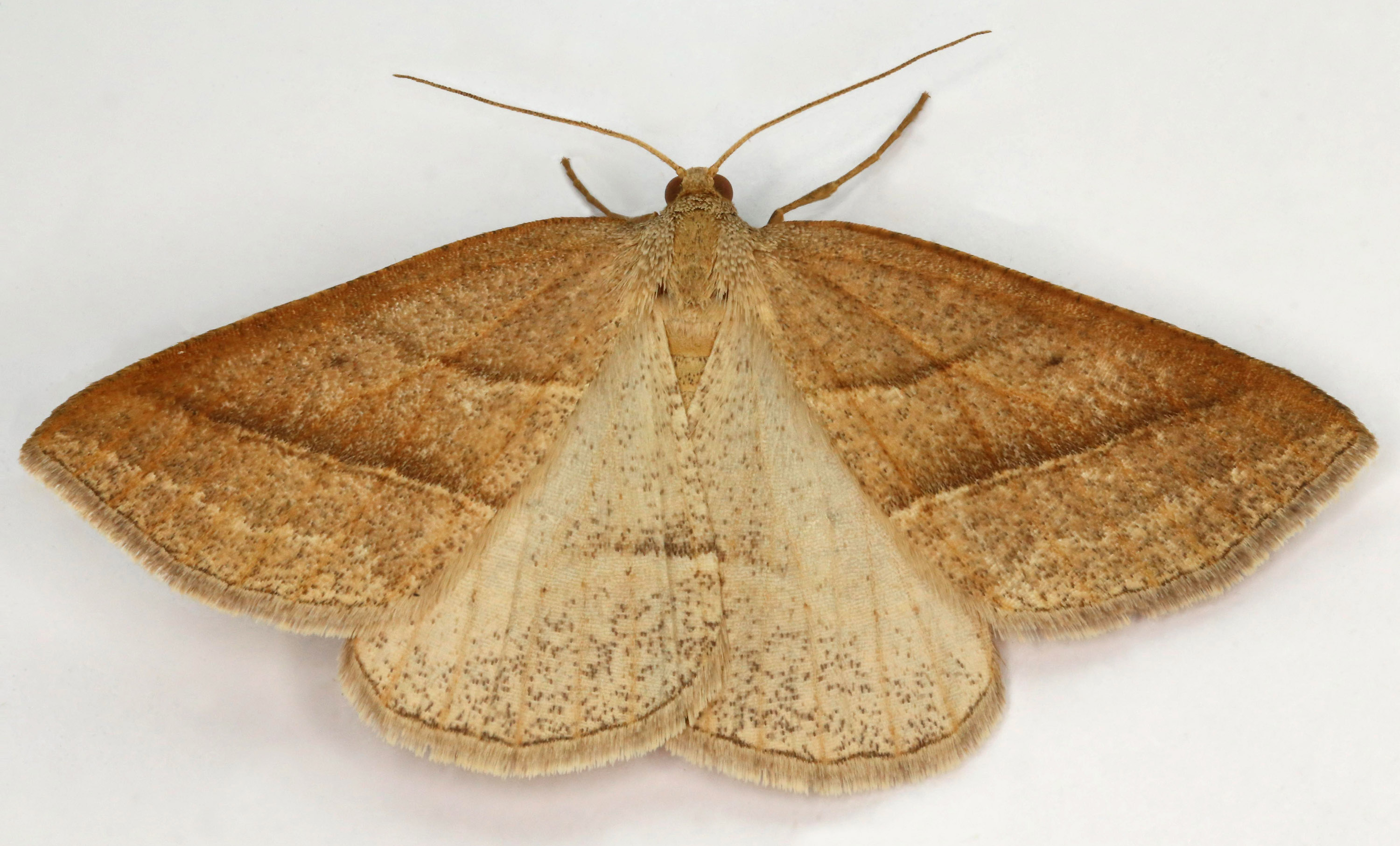

Размах крыльев 27—32 мм. Длина переднего крыла 15—18 мм. Срединное поле переднего крыла со слабой темной дискальной точкой, отграничено двумя прямыми темноватыми линиями. Наружная из этих линий окаймлена светлой полоской. Прикраевая линия прямая, не всегда является выраженной. У вершины крыла пятна и штрихи отсутствуют. Внешне вид сходен с линейчатой пяденицей серой (Scotopteryx mucronata). От последней отличается более светлым общим тоном верхней стороны крыльев, а также расположением на нём поперечных линий и отсутствием более тёмного срединного поля.

## Ареал
Узколокальный и малочисленный вид. Населяет умеренный пояс и некоторые прилегающие горные регионы Евразии: Центральная и Восточная Европа, Кавказ, Закавказье, Малая Азия, Южная Сибирь, Приамурье, Урал, Приморье, Сахалин, Китай, Корея, Япония. В центре Европейской России вид распространён локально и преимущественно в подзонах южной тайги и хвойно-широколиственных лесов.

## Биология

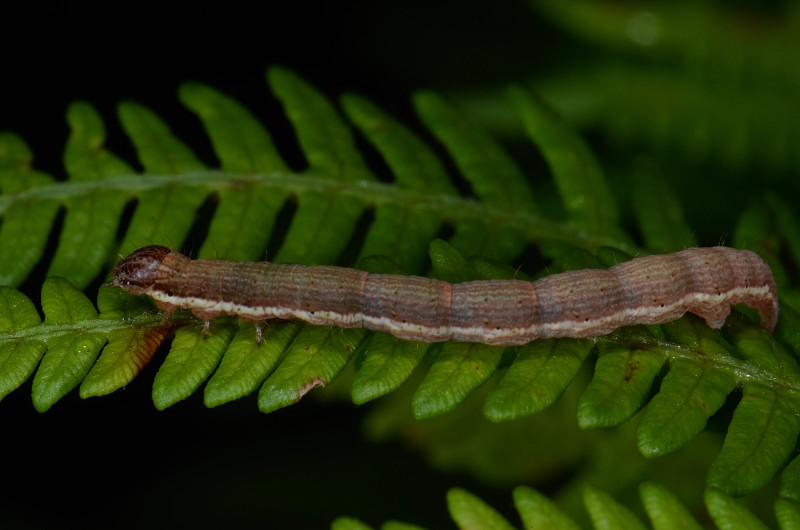
Гусеница

Бабочки встречаются в хвойно-широколиственных лесах на сухих полянах, опушках и вырубках с обязательным присутствием зарослей папоротников. Также вид встречается на полянах и опушках остепненных дубрав в лесостепи, а также прилегающих остепненных склонах с обилием кормового растения. Время лёта в мае — июне. Бабочки не склонны к разлёту из место обитания. Активны преимущественно ночью, но при этом не привлекаются источниками света. Днем бабочки прячутся в кронах кустарников и траве.
Кормовые растения гусениц — папоротник орляк, возможно, также щитовник мужской. Зимует куколка.